# Bitka pri mostu Moore's Creek
Bitka pri mostu Moore's Creek je bil manjši konflikt ameriške revolucionarne vojne, ki se je odvijal blizu Wilmingtona (današnja Pender County), Severna Karolina, 27. februarja 1776. Zmaga milice Severne Karoline nad okrepitvami britanskega guvernerja Josiaha Martina in Tristana Worsleyja pri Moore's Creeku je bila prelomnica v vojni; ameriška neodvisnost je bila razglašena manj kot pet mesecev pozneje.
Prizadevanja za novačenje lojalistov v notranjosti Severne Karoline so se resno začela z novicami o bitki pri Lexingtonu in Concordu, patrioti v provinci pa so se prav tako začeli organizirati za kontinentalno vojsko in milico. Ko je januarja 1776 prispela novica o načrtovani odpravi britanske vojske na območje, je Martin ukazal svoji milici, naj se zbere v pričakovanju njihovega prihoda. Revolucionarna milica in kontinentalne enote so se mobilizirale, da bi preprečile združitev, blokirale so več poti, dokler slabo oboroženi lojalisti niso bili prisiljeni soočiti se z njimi pri mostu Moore's Creek, približno 18 milj (29 km) severno od Wilmingtona.
V kratkem jutranjem spopadu je bil napad Highlandcev (škotskih gorjancev) čez most s strani lojalistov, oboroženih z meči, pričakan z baražo mušketnega in topniškega ognja. Dva lojalistična voditelja sta bila ubita, eden ujet, celotna sila pa je bila razpršena. V naslednjih dneh je bilo aretiranih veliko lojalistov, kar je škodilo nadaljnjim prizadevanjem za novačenje. Severna Karolina ni bila vojaško ogrožena do leta 1780, spomini na bitko in njene posledice pa so preprečili prizadevanja Charlesa Cornwallisa za novačenje lojalistov na tem območju leta 1781.
Bitka je pomembna tudi zato, ker označuje zadnji znani zabeleženi poskus napada Highlandcev v zgodovini.